# Johannes van Antiochië (historicus)
Johannes van Antiochië (Grieks: Ίωάννης Άντιοχείας) was een kroniekschrijver uit begin 7e eeuw, die in het Grieks schreef. Hij was een monnik ten tijde van keizer Heraclius (610–641). De Duitse filoloog Heinrich Gelzer identificeerde hem met de monofysitische Syrisch-orthodoxe patriarch van Antiochië, Johannes van de Sedre, die regeerde van 630 tot 648.

## Historia cronike
De kroniek van Johannes van Antiochië, Historia chronike, is een universele geschiedenis die zich uitstrekt van Adam en Eva tot aan de dood van keizer Phocas in 610. Het is een van de vele bewerkingen en imitaties van de bekendere kroniek van John Malalas. Als bronnen gebruikte Johannes de geschriften van Sextus Julius Africanus, Eusebius en Ammianus Marcellinus. Zijn kroniek is slechts fragmentarisch overgeleverd. 
De fragmenten van zijn kroniek zijn opgenomen in twee collecties: de Codex Parisinus 1763, die werd gepubliceerd in een uitgave van Claudius Salmasius, en een geschiedenisencyclopedie in drieënvijftig hoofdstukken die in opdracht van keizer Constantijn VII Porphyrogenitus (912-959) gemaakt werd, de zogenaamde Excerpta Constantiniana. Van de Constantijnse collectie zijn slechts delen overgebleven. Van deze delen zijn twee titels: "Van deugd en ondeugd" en "Samenzweringen tegen keizers" die de literaire overblijfselen bevatten van Johannes van Antiochië. Een complicerende factor hierbij is dat een groot deel van de uittreksels (uit het Romeinse Rijk van keizer Justinus I) nogal verschilt met overeenkomstige citaten uit de Salmasiaanse collectie. De Constantijnse passages zijn geschreven in de stijl van de oude Helleense geschiedenisboeken, de Salmasiaanse passages zijn meer van Byzantijnse en christelijke aard. 
De Salmasiaanse fragmenten zijn geredigeerd door Cramer, Anecdota Graecae cod. mss. regiae Parisiensis, II, Oxford 1839, 383 – 401. Beide series fragmenten staan in C. Muller, " Fragmenta Historicorum Graecorum ", vol. IV, Parijs, 1883, 535 – 622; V, 27 – 8.